# Paulo Muwanga
Paulo Muwanga (1924 - 1 de abril de 1991) fue el presidente de la Comisión de Administración Militar y presidente de facto de Uganda por unos días en mayo de 1980 hasta el establecimiento de la Comisión Presidencial de Uganda.

## Biografía
La Comisión Presidencial, con Muwanga como presidente, ocupó el cargo de Presidente de Uganda entre el 22 de mayo y 15 de diciembre de 1980, luego que Muwanga, junto con Yoweri Museveni, Ojok Oyite y Tito Okello Godfrey depusieron en un golpe a Binaisa el 12 de mayo de 1980.
Se desempeñó como primer ministro desde el 1 al de 25 de agosto de 1980.
Tras las elecciones celebradas el 10 de diciembre de 1980, Muwanga se instaló como jefe de la Comisión Electoral y se declaró ganador al Congreso Popular de Uganda de Milton Obote, aunque las elecciones fueron fraudulentas a la vista del público. Las elecciones fueron impugnadas. Yoweri Museveni libró una guerra de guerrillas en señal de protesta, llegando a ser presidente.